# Little Weir River
Der Little Weir  River ist ein Flussarm des Barwon River an der Grenze der australischen Bundesstaaten New South Wales und Queensland. 
Er entsteht in der Flutebene des Barwon River an der Grenze zu Queensland nördlich Mungindi. Dann fließt er nordwestlich des Barwon River, in etwa parallel zu diesem, durch Queensland nach Südwesten an Mungindi vorbei und stößt nach 78,5 Kilometern, rund 15 Kilometer nordöstlich von Gundablouie, auf den Barwon River.